# 219
219是在218和220之間的自然數。
219是：
- 奇數

- 合數，正因數有1、3、73和219。
質因數分解為{\displaystyle 3\times 73}。
- 虧數，真因數和為77，虧度為142。
- 不尋常數，大於平方根的質因數為73。
- 第74個半質數。前一個為218、下一個為221。
- 無平方數因數的數。
- 十进制的等數位數。
- 快樂數
- 是首個讓梅滕斯函數值為4的數[1]。
- 最小的數有兩種方式寫成四個立方數的和